# Helia vitriluna
Helia vitriluna là một loài bướm đêm trong họ Erebidae.